# Solomon Mahlangu
Solomon Kalushi Mahlangu (Mamelodi, 10 de julho de 1956 — Pretória, 6 de abril de 1979) foi um combatente da liberdade sul-africano, ativista de luta e operativo da ala militante Umkhonto we Sizwe (MK) do Congresso Nacional Africano (CNA). Mahlangu foi condenado por assassinato e enforcado em 1979.

## Primeiros anos
Mahlangu nasceu em Pretória em 10 de julho de 1956, o segundo filho de Martha Mahlangu. Seu pai partiu em 1962 e, como resultado, ele foi criado por sua mãe, uma empregada doméstica. Ele frequentou a Mamelodi High School até o Standard 8 (seu décimo ano de escola), mas sua educação foi interrompida em 1976 pelos motins do levante de Soweto que resultaram no fechamento das escolas.

## Treinamento militar
Em 1976 Mahlangu fugiu para Moçambique e passou seis meses num campo de refugiados perto de Xai-Xai. De lá foi levado para um campo de treinamento do Congresso Nacional Africano (CNA) chamado "Engenharia", em Angola. Lá e no Acampamento Funda, recebeu treinamento em sabotagem, combate militar, escotismo e política. Ele, George 'Lucky' Mahlangu e Mondy Motloung foram então levados para a Suazilândia, onde receberam grandes malas cheias de panfletos, rifles e granadas de mão. Em 11 de junho de 1977, eles cruzaram a fronteira para a África do Sul e começaram a seguir para Joanesburgo.

## Prisão
Os três camaradas de armas, cada um carregando uma grande mala, estavam entrando em um táxi na Rua Diagonal, no centro de Joanesburgo. Um policial comum ficou desconfiado e pegou uma das malas. Um fuzil de assalto AK-47 e uma granada de mão caíram da mala. Todos os três fugiram, Lucky Mahlangu em uma direção e os outros dois na direção de Fordsburg. Lá, na Rua Goch, os dois procuraram refúgio nas instalações de armazenamento do varejista John Orr's. No tiroteio que se seguiu, dois homens civis foram mortos e outros dois ficaram feridos. Mahlangu e Motaung acabaram sendo presos.:592

## Julgamento e sentença
O julgamento de Mahlangu começou na Suprema Corte em 7 de novembro de 1977. Ele foi defendido por dois advogados, Ismail Mohamed (advogado sênior) e Clifford Mailer. Eles enfrentaram duas acusações de assassinato, duas acusações de tentativa de homicídio e várias acusações sob a Lei do Terrorismo. Em seu julgamento, o tribunal considerou que Mahlangu e Motaung agiram com um propósito comum e que, consequentemente, não importava qual dos dois havia atirado e matado. Mahlangu foi condenado por todas as acusações. Nos termos da lei sul-africana, o tribunal era obrigado a condenar um acusado à morte por homicídio, a menos que o acusado provasse circunstâncias atenuantes. O tribunal considerou que Mahlangu não provou e, consequentemente, proferiu a sentença de morte. O tribunal recusou a permissão de Mahlangu para apelar. Seus advogados solicitaram então ao Tribunal de Apelação uma licença para recorrer e esta foi novamente recusada.
Mahlangu foi enforcado em 6 de abril de 1979. Antes de ir para a forca, ele teria dito: "Diga a meu povo que eu os amo e que eles devem continuar a luta. Meu sangue nutrirá a árvore que dará os frutos da liberdade. A luta continua."

## Comissão de Verdade e Reconciliação
A comissão examinou os casos de Solomon Mahlangu e Monty Motaung e descobriu que ambos foram responsáveis pelas mortes de Rupert Kessner e Kenneth Wolfendale. Também considerou Mahlangu e Motaung culpados de graves violações dos direitos humanos. Por último, considerou tanto o Congresso Nacional Africano como o comandante do Umkhonto we Sizwe culpados de graves violações dos direitos humanos. :592–594

## Legado
Solomon Mahlangu é homenageado na Praça da Liberdade Solomon Mahlangu em sua cidade natal de Mamelodi, Pretória. A praça está centrada em uma estátua de bronze de Mahlangu.
Na cidade de Durban, havia uma importante estrada arterial chamada 'Edwin Swales VC Drive', em homenagem a um comandante de bombardeiros da RAF que morreu em 1945. Seguindo propostas feitas pelo município de eThekwini, a estrada foi alterada para homenagear Mahlangu.
Uma estrada arterial principal em Pretória que atravessa a cidade natal de Solomon Mahlangu, Mamelodi, foi renomeada de Hans Strijdom Drive para Solomon Mahlangu Drive.
Em 2016, o principal edifício administrativo da Universidade de Witwatersrand, anteriormente conhecido como Senate House, foi renomeado como Solomon Mahlangu House.
O filme de 2017, Kalushi, conta sua vida e seus momentos, onde Thabo Rametsi fez o papel de Solomon.
Na Tanzânia, uma das melhores universidades, a Universidade de Agricultura de Sokoine, na região leste de Morogoro, um dos dois campus da cidade de Morogoro, é conhecida como Solomon Mahlangu Campus.
Durante os protestos FeesMustFall, "Solomon" foi uma música-chave recitada por ativistas estudantis em campus de todo o país. Esta é uma referência a Mahlangu, seu legado e o que ele significa para a juventude de hoje.
Em 2019, a Universidade Nelson Mandela em Porto Elizabeth renomeou uma de suas residências em homenagem a ele.